# Кубок Іспанії з футболу 1905
Кубок Іспанії з футболу 1905 — 3-й розіграш кубкового футбольного турніру в Іспанії. Титул вперше здобув Мадрид.

## Матчі
| Команда 1                    | Рахунок | Команда 2                    |
| ---------------------------- | ------- | ---------------------------- |
| 16 квітня 1905               |         |                              |
| Мадрид                       | 3:0     | Сан-Себастьян Рекріейнш Клуб |
| 18 квітня 1905               |         |                              |
| Мадрид                       | 1:0     | Атлетік (Більбао)            |
| 20 квітня 1905               |         |                              |
| Сан-Себастьян Рекріейнш Клуб | -:-     | Атлетік (Більбао)            |

## Фінал
| 18 квітня 1905 |

| Мадрид    | 1:0      | Атлетік (Більбао) |
| --------- | -------- | ----------------- |
| Праст 70' | Протокол |                   |

| Тіро дель Пічон, Мадрид Арбітр: Форстер |